# Анна (супруга Артавазда)
Анна — византийская императрица, супруга Артавазда, одного из двух соперничающих императоров во время гражданской войны, продолжавшейся с июня 741 года до ноября 743 года. Вторым императором был её младший брат Константин V.
Дочь императора Льва III Исавра и Марии.

## Биография
В начале 710-х годов трон Византии был нестабилен. Юстиниан II был свергнут и казнён в 711 году. За ним последовали краткие правления Филиппика (711—713), Анастасия II (713—715) и Феодосия III (715—717). Все трое были возведены на престол фракциями византийской армии в результате государственных переворотов. В 715 году стратег фемы Анатолик Лев и стратег фемы Армениакон Артавазд сформировали альянс, скрепив его помолвкой Артавазда с дочерью Льва Анной. Их восстание  привело к свержению Феодосия. 25 марта 717 года Лев был провозглашён императором в соборе Святой Софии. Анна стала принцессой, а после коронации вышла замуж за Артавазда. Ее муж вскоре был назначен куропалатом и комитом фемы Опсикий.
После смерти Льва 18 июня 741 года ему наследовал его сын Константин V. Как и отец он был иконоборцем, а Артавазд получил поддержку иконопочитателей и организовал восстание. Он выбил Константина из столицы и был коронован императором патриархом Анастасием. Анна была провозглашена Августой, а их сын Никифор — соправителем отца. Артавазд объявил себя «Защитником святых икон» и стремился закрепиться на троне. Гражданская война длилась около двух лет и закончилась поражением Артавазда. Константин сумел взять Константинополь Артавазд был свергнут 2 ноября 743 года.
Феофан Исповедник пишет, что Константин сначала заключил в тюрьму бывшего императора и его сыновей Никифора и Никиту, а затем подверг их публичному унижению на Ипподроме. Все трое были затем ослеплены и сосланы в монастырь Хора.
Анна и другие неназванные по именам семеро детей последовали за ними в монастырь. Анна ухаживала за своим мужем и детьми до самой смерти. Все они были похоронены в Хоре. В какой-то момент мощи патриарха Германа I были перенесены в Хору, и монастырь стал усыпальницей мучеников-иконопочитателей.
Год её смерти неизвестен, и она не упоминается после начала правления её брата.